# Fahro Alihodžić
Fahro Alihodžić (Vlasenica, 25 agosto 1989) è un cestista bosniaco con cittadinanza britannica.

## Palmarès
- A2 Basket League: 1

Panionios: 2016-2017
- Supercoppa del Kosovo: 1

Pristina: 2019